# Czterech w jeepie
Czterech w jeepie (niem. Die Vier im Jeep) – szwajcarski dramat filmowy z 1951 roku w reżyserii Leopolda Lindtberga.
Film zdobył Złotego Niedźwiedzia dla najlepszego filmu dramatycznego na pierwszym w historii MFF w Berlinie. Wyróżniono go również Nagrodą BAFTA dla filmu najlepiej oddającego zasady Karty Narodów Zjednoczonych.
Władze radzieckie, urażone sposobem pokazania w filmie ZSRR, w kwietniu 1951 wyraziły protest przeciwko jego publicznemu prezentowaniu.

## Fabuła
Akcja filmu rozgrywa się w scenerii powojennego Wiednia. Tytuł nawiązuje do przedstawicieli czterech sektorów podzielonego przez okupantów miasta, którzy wspólnie je patrolują jednym jeepem. Osią fabuły jest nieufny stosunek władz administracyjnych USA, Wielkiej Brytanii i Francji do przedstawicieli ZSRR. Uciekinier z radzieckiego obozu jenieckiego pragnie dołączyć do żony, przebywającej na Zachodzie. Pomimo sympatii ze strony zachodnich okupantów, napotyka jednakże na opór strony radzieckiej.

## Obsada
- Viveca Lindfors – Franziska Idinger
- Ralph Meeker – sierżant William Long
- Yossi Yadin – sierżant Wasilij Woroszenko
- Michael Medwin – sierżant Harry Stuart
- Albert Dinan – sierżant Marcel Pasture
- Paulette Dubost – Germaine Pasture
- Harry Hess – kapitan R. Hammon
- Eduard Loibner – Hackl
- Hans Putz – Karl Idinger
- Geraldine Katt – Steffi, dziewczyna Harry’ego[4]

## Produkcja
Zdjęcia kręcono w Wiedniu i Grazu.